# 조세핀 베이커
조세핀 베이커(Josephine Baker, 1906년 6월 3일 ~ 1975년 4월 12일)는 미국 출생 프랑스의 엔터테이너, 레지스탕스, 민권운동가이다. 주 활동 무대는 유럽, 특히 그녀를 입양한 국가인 프랑스였다. 초기에 댄서로 유명하였다.

## 생애
미국의 세인트루이스에서 태어났다. 부친과 모친은 아프리카계, 아메리카 원주민계이다. 빈곤의 밑바닥에서 자라 8세 때부터 춤을 추기 시작하였다. 1925년에 파리로 나와, 찰스턴을 추어 센세이션을 일으켰으며, 1930년에 '카지노 드 파리'의 레뷰에서 <두 사랑> 등을 노래 불러 크게 성공하였다. 제2차 세계 대전 시기에는 레지스탕스 활동을 벌였다. 1956년에는 오랑피아 극장에서 은퇴공연을 갖기도 하였으나 1959년에 다시 이 극장의 레뷰에서 롱런에 성공, 무대에 복귀했다.

## 사망
생애 후반에 베이커는 로마 가톨릭으로 개종하였다. 1968년 베이커는 채무를 갚지 못한 까닭에 성(castle)을 잃었다. 이후 그레이스 공주는 그녀에게 모나코 주변의 로크브륀느에 위치한 아파트를 주었다.
베이커는 신문에 휩싸여 침상에서 평화롭게 누워있는 것이 발견되었다. 뇌출혈로 투병하다가 혼수상태에 빠졌고, 파리 살페트리에르 병원으로 이송되어 그곳에서 1975년 4월 12엘 68세의 나이로 사망하였다.